# Pierre Méchain
Pierre François André Méchain, född 16 augusti 1744 i Laon, död 20 september 1804 i Castellón de la Plana, Spanien, var en fransk astronom. Han dog av gula febern under gradmätningen i Spanien.
Méchain erhöll 1772 genom Jérôme Lalande en plats vid land- och sjökarteverket i Versailles, blev sedan akademiker och ledamot av Bureau des longitudes samt astronom vid observatoriet i Paris. Han utförde tillsammans med Delambre den stora franska gradmätningen mellan Dunkerque och Barcelona. Han upptäckte 11 nya kometer och utförde omfattande beräkningar över kometbanor med flera astronomiska arbeten. Åren 1786–1796 redigerade han den franska astronomiska årsboken Connaissance des temps som bland annat publicerade listan på Messier-objekt. 
Asteroiden 21785 Méchain är uppkallad efter honom.